# Tetralonioidella heinzi
Tetralonioidella heinzi är en biart som beskrevs av Dubitzky 2007. Tetralonioidella heinzi ingår i släktet Tetralonioidella och familjen långtungebin. Inga underarter finns listade i Catalogue of Life.